# CP série 0500
La série 0500 de la Caminhos de Ferro Portugueses - CP était une rame automotrice diesel en service de 1953 à 1982.

## Historique
Cette série de trois unités a été commandée par la Companhia dos Caminhos de Ferro Portugueses pour assurer des services rapides entre Lisbonne et Porto dans le cadre d'un ambitieux programme de modernisation des services aux passagers.

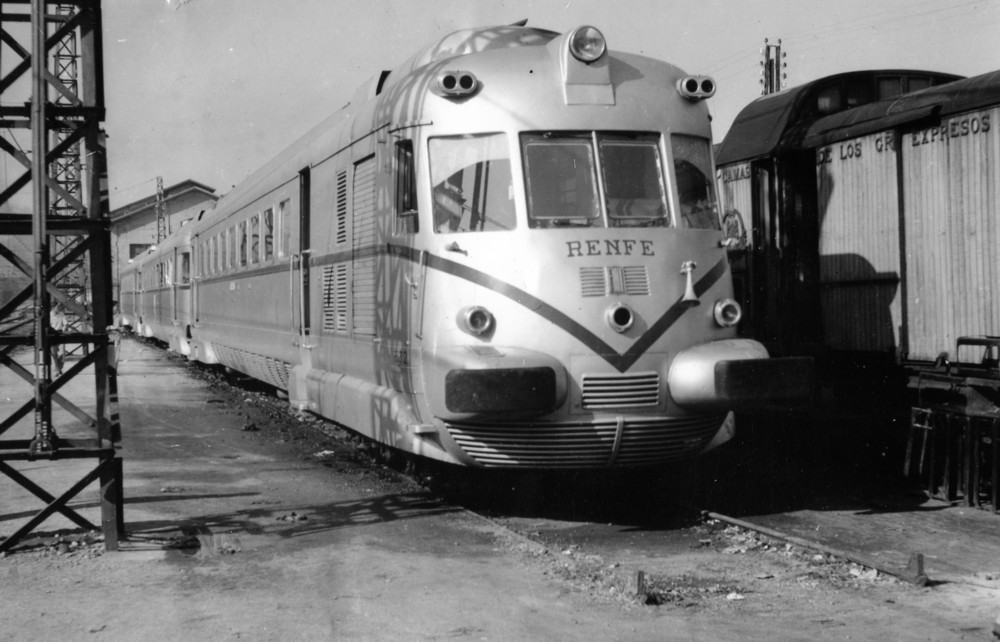
Rame Renfe 9532 (595-032) à Irun en 1955 identique à la rame CP 0500

Les 3 rames ont été fabriquées en Italie par Fiat Ferroviaria. Ces rames étaient parfaitement identiques aux 50 unités Renfe série 595 espagnoles.
La première des trois rames est arrivée à Entrecampos le 15 janvier 1953, depuis l'usine Fiat de Savigliano au sud de Turin en passant par la France de Menton à Port-Bou et l'Espagne. À peine entrée sur le territoire espagnol, l'ingénieur Branco Cabral est monté à son bord et à la frontière avec le Portugal, le directeur général de la société, Roberto de Espregueira Mendes, l'a rejoint. À Sacavém, le président du conseil d'administration Mário de Figueiredo et les membres du conseil d'administration Pinto Osório, Frederico Vilar et Mário Costa sont montés à bord. À l'arrivée à Entrecampos, tous les représentants de la presse portugaise attendaient le convoi. La deuxième rame est arrivée au Portugal début février et la troisième en mars 1954. 
Le voyage inaugural avec la première rame Fiat CP série 0500 de la ligne entre Lisbonne et Porto, dans sa composition de 2 motrices et d'une remorque intermédiaire a eu lieu le 9 mars 1953. Grâce aux soufflets d'intercirculation typiques de FIAT, la rame pouvait se dédoubler en un élément double et une motrice seule pour desservir des destinations différentes. Cette possibilité n'a jamais été utilisée par les CP. Les 3 rames ont été utilisées par les CP sur la "Linha do Norte", (littéralement "Ligne du Nord") la principale voie ferrée du Portugal entre Lisbonne et Porto longue de 336 km. Grâce à ces nouvelles rames, la durée du trajet a été fortement réduite et est immédiatement devenue la vitrine technologique de la compagnie ferroviaire portugaise. 
Les CP portugais et les utilisateurs de ces rames les avaient surnommés « Foguetes » (fusées).
Lorsque la ligne a été entièrement électrifiée en 25 kV 50 Hz, à partir du mois de janvier 1967, les rames Fiat CP 0500 ont été utilisées sur d'autres lignes principales non électrifiées du pays, notamment la "Rápida da Beira" et "Sotavento" qui relie Barreiro à Vila Real de Santo António. La dernière rame a été radiée en 1982. Sur cette ligne, circulent depuis 1998 les rames pendulaires Alfa Pendular, version portugaise du fameux Pendolino italien ETR 480 de Fiat Ferroviaria.

## La version espagnole TAF
Le premier TAF (Tren Automotor FIAT) a atteint Barcelone par la frontière de Port-Bou le 23 avril 1952, après divers essais sur le réseau italien, équipé pour l'occasion de bogies à écartement normal. À partir du 1er juin 1952, les TAF commencent à circuler entre Madrid et Barcelone.
Les TAF ont apporté un net progrès en matière de confort dans le contextes des années 1950 où les voitures en bois dominaient encore. Les dernières séries disposaient même de la climatisation.
Le dernier service commercial d'un TAF pour la Renfe a été effectué le 28 septembre 1980 sur la ligne Séville - Huelva. 